# Самокиш, Владимир Игоревич
Влади́мир И́горевич Самокиш (род. 20 сентября 1975, Томск) — российский политик, предприниматель, общественный деятель. Депутат Государственной Думы Федерального собрания Российской Федерации VIII созыва. Из-за вторжения России на Украину, находится под международными санкциями Евросоюза, США, Великобритании и ряда других стран

## Биография
Родился в 1975 году в Томске.
В 1997 году с красным дипломом окончил Томский государственный университет по специальности экономист.
C февраля 1993 года — старший бухгалтер ТОО «НКК».
C июня 1997 года — начальник инвестиционного отдела ЗАО Русско-Американская страховая компания «Неско»
C июля 1999 года — заместитель директора ООО «Карлсон».
C июня 2005 года — директор ООО «Экос» (в этот же период — директор ООО «Реванш»).
С июня 2009 — сентябрь 2012 года — заместитель Губернатора Томской области по социальной политике.
С сентября 2012—2015 — индивидуальный предприниматель.
Сентябрь 2015 — избран депутатом Думы города Томска по 9 одномандатному избирательному округу, заместитель председателя думского комитета по бюджету, экономике и собственности.
Ведет блог в ЖЖ. Занимается журналистикой (радио «Эхо Москвы», «Живое ТВ»), благотворительностью, поддержкой социальных инициатив и проектов.
В 2015 году стал победителем областного профессионального конкурса журналистского мастерства «Акулы пера—2015» в номинации «Сетевой журналист года» за работы на «Живом ТВ».
В сентябре 2016 года принимал участие в выборах депутатов Законодательной думы Томской области VI созыва (Академическая территориальная группа № 3, партия «Единая Россия»).
В феврале 2018 года Владимир Самокиш вошел в сотню победителей конкурса «Лидеры России». Получил грант в размере 1 млн рублей. 
Директор БФ "КДВ-ФОНД" (учредитель фонда - ООО "КДВ ГРУПП") с 14.03.2019 г. до 09.06.2021 г.  
В сентябре 2021 года избран депутатом Государственной Думы Российской Федерации VIII созыва.

## Политическая деятельность
Дума города Томска VI-VII (2015—2021): Академический одномандатный избирательный округ №9 города Томска («Единая Россия»). Председатель Комитета по бюджету, экономике и собственности.
Государственная Дума (с 2021): VIII созыв по спискам партии «Единая Россия» (№ 4) в региональной группе № 6 (Кемеровская область, Томская область). Заместитель председателя Комитета по вопросам собственности, земельным и имущественным отношениям.

## Личная жизнь
Женат, трое детей.